# Regulile Cambridge
Regulile Cambridge au fost o serie de reguli create pentru jocul de fotbal. În anul 1848 H. de Winton și J. C. Thring de la Universitatea Cambridge s-au întâlnit cu reprezentanți ai școlilor private pentru a formula și adopta un set de reguli comune. Discuția a durat 7 ore și 55 de minute, iar rezultatul a fost crearea unui document, care a fost publicat sub titlul "Regulile Cambridge". Ele au fost aprobate de majoritatea școlilor și cluburilor, iar mai târziu (cu niște modificări minore) le-a acceptat ca bază pentru regulile Federației Engleze de Fotbal.

 Aceste reguli au influențat dezvoltarea fotbalului modern (sau soccer) și a fotbalului australian.